# Русский жестовый язык
Русский жестовый язык (РЖЯ) — национальная лингвистическая система, обладающая собственной лексикой и грамматикой, используемая для общения глухих и слабослышащих, живущих в России, а также на территории Беларуси,  Украины и Казахстана. Грамматика русского жестового языка сильно отличается от грамматики русского вербального языка: поскольку слова сложнее преобразовывать морфологически, то грамматика (например, порядок и образование слов) более строгая, чем в русском языке. Согласно общепринятой точке зрения, принадлежит к семье французской жестовой речи, близок к амслену; много лексики взято из австрийского жестового языка.

## О названии
Встречаются названия «русский жестовый язык», «российский жестовый язык», «русский язык жестов», «русский язык глухих». Следует отличать самостоятельный жестовый язык, во-первых, от калькирующей жестовой речи (полностью идентичной русскому языку); во-вторых, от жестовой азбуки, в которой жесты выражают буквы, а не понятия; в-третьих — от вспомогательной артикуляции для помощи глухим понимать обычную речь.

## Вопросы классификации
Согласно общепринятой точке зрения, русский жестовый язык принадлежит семье французского жестового языка вместе с американским и ирландским жестовыми языками, благодаря тому, что его преподаватели учились по французским методикам, однако имеются также данные, согласно которым влияние французского жестового языка ограничилось лексикой.

## Лингвогеография
Русский жестовый язык используется в России, Украине, Казахстане, Молдове, Беларуси, Болгарии, Израиле. Общее число носителей — около 120 000 человек. Дискуссионен вопрос отношений болгарского и русского жестовых языков — Бикфорд утверждает, что болгарский жестовый язык является по факту диалектом русского.

### Социолингвистические сведения
Язык ни в одной стране не имеет статуса государственного, в Российской Федерации является «языком общения при наличии нарушений слуха и (или) речи, в том числе в сферах устного использования государственного языка». Все носители русского жестового языка — билингвы, владеющие ещё и русским языком.
Со времён СССР имеется ряд проблем, связанных с вопросами подготовки переводчиков: имеется сильный недостаток кадров, так как государственный диплом сурдопереводчика выдаёт только один вуз, а устаревшая система образования приводит к тому, что переводчики не владеют современными жестами. Кроме того, в учебном процессе жестовому языку часто отводится вспомогательная роль.

### Диалекты
Из-за недостаточного количества регулирующих организаций у русского жестового языка сильно диалектное разделение, однако ввиду недостаточности исследований подробные данные по этому вопросу отсутствуют. Имеются сведения о том, что от русской разновидности сильно отличаются варианты, существующие в Киргизии, Таджикистане и Узбекистане. Азербайджанский жестовый язык произошёл от русского, но испытал сильное влияние турецкого жестового языка. Учебные заведения для детей с нарушениями слуха немногочисленны и находятся на значительном отдалении друг от друга, что также вызывает варьирование языка.
В исследовании 2012 года, проведённом с московскими и новосибирскими носителями, выявлено, что большинство исследуемых жестов носителями изображаются по-разному, хотя различие заключается обычно не в выборе совершенно другого жеста, а в его характере, локализации или конфигурации. Различия (сильные или слабые) были обнаружены в половине исследовавшихся жестов носителей из Москвы и Санкт-Петербурга.

## Письменность
У русского жестового языка нет общепринятой системы записи, хотя для него применимы системы SignWriting, Гамбургская нотация (Hamburg Notation System), нотация Стоуки. Лидия Димскис в своей книге «Изучаем жестовый язык» выделяет следующую структуру жеста:
1. Форма руки (рук) — положение ладони, положение и направление пальцев;
2. Место исполнения жеста (жестовое пространство) — над головой, у лица, на уровне плеч, шеи и т. д.;
3. Характер движения — одноручные, двуручные с одинаковой и разной формой рук.

Для записи положения пальцев используется 56 символов, для направления пальцев — 13, для направления ладони 20 символов, для места исполнения жеста 54 символа, для направления и характера движения исполняемого жеста 106 символов.

## Лингвистическая характеристика
Язык крайне мало изучен, единственная монография, посвящённая русскому жестовому языку, вышла в 2000 году. Порядок слов — SVO. Активно используется редупликация.

### Хиремика
Хиремы, подобно фонемам в звуковых языках, являются неделимыми единицами, которые выполняют различительную функцию в языке. Первым эту особенность жестовых языков исследовал Уильям Стоуки, а применительно к русскому жестовому языку — Галина Зайцева и Лидия Димскис. Встречается также использование терминов «фонемы» и «фонемика» по отношению к жестовому языку.
Главные свойства жеста в русском жестовом языке — конфигурация; локализация (место исполнения); движение, его характер, а также немануальный компонент.

### Морфология
Наиболее продуктивными морфологическими средствами в русском жестовом языке являются редупликация, модификация жеста и словосложение.
Редупликация представляет собой повтор жеста, при котором изменяется его значение. Например, редуплицированный жест ПРИЙТИ приобретает значение «ходить». Выделяются три структурных типа редупликации:
1. Простая редупликация (жест повторяется с тем же количеством рук, на том же месте);
2. Двуручная редупликация (редуплицированный сегмент исполняется второй рукой, то есть добавляется второй артикулятор);
3. Немануальная редупликация (значимый повтор движений корпуса тела или головы).

Модификация жеста представляет собой значимое изменение параметра жеста. Одной из важнейших модификаций глагольного жеста является изменение направления движения при субъектно-объектном согласовании. Например, при выполнении жеста УЧИТЬ, направленного на собеседника, предполагается направленность действия на него («я вас научу» и другие варианты), а при выполнении его пальцами к себе предполагается, что субъект обучения — говорящий («научите меня»). Такие глагольные жесты называются согласующимися.
Жест обычно обращён в ту сторону, где находится собеседник (напротив говорящего, справа или слева от него). Если собеседник отсутствует, жест исполняется обычно правее нейтрального пространства, передавая тем самым значение «третьего лица».
Словосложение представляет образование нового жеста из двух других жестов, при данном процессе исходные жесты могут менять локализацию или редуцироваться. Например, в русском жестовом языке с помощью словосложения образованы жесты со значением «наличные» (ЖИВЫЕ^ДЕНЬГИ), «портрет» (ЛИЦО^КАРТИНА).
Для русского жестового языка свойственна инкорпорация числительных — процесс, при котором числительное встраивается в именной жест. Конфигурация жеста при этом меняется на конфигурацию, обозначающую число, локализация, ориентация и движение не меняются.
В русском жестовом языке практически не используется аффиксация.
Другой особенностью морфологии является то, что глагольные формы в русском жестовом языке часто заменяются существительными (например, «должен» → «долг», «ходить на лыжах» и «лыжник» → «лыжи»).

#### Способы морфологического изменения слов
Множественное число образуется либо добавлением жеста «много» или жеста «разный», либо повторением исходного жеста:
«дом» + «много» — «дома»; «дерево» + «разный» — «деревья»; «игра/играть» + «много» — «игры» или «играть в течение длительного времени»,
«дом» + «дом» — «дома»; «ребёнок» + «ребёнок» — «дети»; «болтать» + «болтать» — «болтают».
Значение принадлежности выражается одним из трёх способов: с помощью жеста «принадлежать», с помощью жестов типа «свой», «твой», «ваш»; а потенциальная принадлежность выражается с помощью жеста «предназначение».
«книга» + «девочка» + «принадлежность» — «книга девочки»; «завод» + «принадлежность» + «лагерь» — «заводской лагерь»;
«мой» + «книга» — «моя книга»;
«подарок» + «предназначение» + «мама» — «подарок для мамы».
Временны́е значения выражаются двумя основными способами: жестами «было», «есть», «будет»; жестами, означающими время; специальными средствами[уточнить] для выражения временны́х значений вроде «ближайшее будущее», «одновременность протекания некоторого действия с момента разговора», «давно» и «недавно».
Видовые значения, выражающие завершённость или незавершённость действия: совершенный вид маркируется жестами «закончено» или «готово», несовершенный — жестами «рано/ещё не»; либо изменение качества движения от медленного и повторяющегося до однократного резкого. Также имеются видовые изменения качества жеста, означающие повторяющееся, продолжительное, однократное действия.
Модальность, целевая установка говорящего («нужно», «можно», «должен»), выражается аналитически.
- Для передачи повелительного наклонения («купи», в отличие от «купить») меняется характер движения в жесте, оно выполняется более резко; жест исполняется с «повелительной» мимикой и телодвижениями.
- Для выражения смысла желательности обычно используется жест, образованный слиянием букв дактильной азбуки «б» и «ы»:

«бы» + «деньги» + «у» + «меня» + «есть» + «поехать» + «Австралия» — «Если бы у меня были деньги, я бы поехал в Австралию»).
- Значение условности передаёт жест «если»:

«если» + «погода» + «хорошая» + «отправиться» + «в» + «поход» с соответствующей мимикой и телодвижениями — «Если будет хорошая погода, пойдём в поход».
Степени сравнения передаются с помощью выполняемых одновременно особой мимики, усиления или ослабления жеста, а также специального жеста.
Количественные числительные выражаются в РЖЯ похоже на 10-ричную систему: есть группы жестов, обозначающих единицы, десятки, сотни и числа от 11 до 19. Также существуют отдельные слова для разрядов: десять, тысяча, миллион, миллиард и т. п. Единицы выполняются простым показыванием соответствующего количества пальцев, от 11 до 19 — резким выбрасыванием пальцев из исходного положения, десятки — резким взмахом руки вниз с соответствующим количеством пальцев, а сотни — резким сгибанием пальцев.

### Синтаксис
В русском языке порядок слов в предложении свободный, а морфологические изменения лексем отражают их позиционное распределение. В русском жестовом языке характеристики субъекта и объекта (позиции агенса и пациенса) определяются некоторыми правилами порядка жестов. Базовый порядок слов складывается из того, в какой позиции находятся слова, обозначающие субъект (S), глагол (V) и объект (О). С простыми и согласующимися
глаголами используется SVO (Я читаю книгу), в предикатах с классификаторами — SOV; порядок слов может меняться.
Некоторые исследователи, в частности, Г. Л. Зайцева и М. Дейчар, полагают, что анализ синтаксиса РЖЯ в терминах субъект — объект — предикат малоэффективен и бо́льшую объяснительную силу в описании синтаксиса русского жестового языка имеет анализ высказываний на основе функционального подхода и учёта специфики субстанции жеста.
На изменение порядка слов также может влиять одушевленность/неодушевленность, распространенность дополнения, показатели аспектуальности. При изменении вида — на OV, при семантическом обращении ситуации — на SVO, а в присутствии модификаторов — на VO. Отрицания следуют после слова, к которому относятся. Прилагательные чаще находятся в постпозиции к существительному, а наречия — в препозиции к глаголу. Наречия места и времени обычно встречаются в самом начале предложения, а наречия образа действия примыкают к глаголу. Вопросительные слова стоят в конце предложения.
Вопрос выделения частей речи остаётся открытым, одни исследователи (Зайцева) предполагают невозможность такого разделения, другие (Киммельман, Есипова) выделяют как минимум жесты-существительные, жесты-глаголы и знаменательные части речи. Как и в других жестовых языках, имеются согласующиеся жесты, меняющие направление (начальная и конечная точки движения отсылают к субъекту и объекту действия).
Имеется широкий пласт классификаторов — жестов, передающих свойства объектов — классификаторы размера и формы, семантические («человек», «транспортное средство»), инструментальные.
Род грамматически не маркируется, за исключением жестов, в которые он включён изначально («папа», «мама»).
В простых высказываниях наиболее распространены конструкции, включающие синтагмы с одновременным исполнением двух жестов, и конситуативные высказывания. Состав простых высказываний и порядок следования жестов (более свободный, чем в калькирующей жестовой речи и русском литературном языке) тесно связаны с ситуацией общения.
Сложные высказывания — бессоюзные высказывания, конструкции со связями свободного соединения, высказывания с интерференцией. Эти высказывания и аналогичные синтаксические единицы русской разговорной речи сходны по структуре, что объясняется общностью их коммуникативных функций.

### Лексика, этимология жестов
Многие жесты, используемые в русском жестовом языке, были заимствованы из французского, немецкого и австрийского жестовых языков, благодаря чему его лексика близка международной. С другой стороны, как и другие жестовые языки, в русский жестовый язык взято много слов из русского языка или трансформировавшихся под его влиянием. К примеру, жесты дней недели основаны на дактилировании первых букв, с которых начинаются эти слова в русском языке, за исключением субботы, для которой используется буква У.
В жестовых языках нет специальных жестов для обозначения того, «что всегда присутствует в разговоре», например головы, руки, носа и т. п. Эти значения выражаются указанием, например, на свою руку.
Жесты часто изображают объекты и явления окружающего мира, к примеру, такие далёкие в звуковом языке понятия, как «игра на пианино» и «компьютер», в русском жестовом языке выражаются одним жестом, имитирующим работу с клавишами. Некоторыми исследователями пласт изобразительной лексики сравнивается с ономатопоэтическими словами в звучащих языках. С другой стороны, для разных значений одного слова в звуковом языке могут быть разные жесты в жестовом языке.
Один и тот же жест может использоваться в жестовом языке для обозначения разных объектов реального мира. При этом применение одного жеста для выражения различных значений подчиняется некоторым закономерностям[уточнить]. Так, один жест может обозначать и действие, и орудие действия («утюг» и «гладить», «веник» и «подметать»); и действие, и деятеля, и орудие действия («ходить на лыжах», «лыжник», «лыжи»).
В то же время в лексическом составе русского жестового языка много жестов, передающих значения аналитически, расчленённо. При помощи такого рода обозначений передаются смыслы «мебель»: «стол» + «стул» + «кровать» + «разный»; «овощи»: «картофель» + «капуста» + «огурец» + «разный». Расчленённость ярко выражена в условиях, когда требуется выразить смысл, для которого нет готового жеста. Например, для наименования черники используется конструкция «ягода» + «есть» + «язык» + «чёрный», а для значения «бирюзовый» — «например» + «синий» (или «зелёный») + «отрицание» + «смешать». Последние два примера свидетельствуют, что в языке очень сильна тенденция к появлению новых лексических единиц, в которых возникает потребность в процессе общения.
При изучении способов выражения в русском жестовом языке сложных, абстрактных слов, кванторных значений выяснилось, что глухие учащиеся, используя лексику жестового языка, вполне адекватно передают значения кванторов всеобщности и существования. В русском жестовом языке присутствует много разветвлённых рядов синонимов, позволяющих точно дифференцировать тонкие смысловые оттенки. Например, значение «невозможно» может выражаться пятью жестами-синонимами, значение «есть, имеется» — тремя жестами и их модификациями.
Лексика русского жестового языка изучена недостаточно, особенно класс жестов, которые используются только в нём и не входят в лексику калькирующей жестовой речи, в частности, фразеологизмов. В существующих жестовых словарях зафиксированы главным образом общие для жестового языка и калькирующей речи жесты, а также жесты, принадлежащие только второй.

#### Жестовое имя
Жестовое имя — жест, принятый для обозначения некоего человека в конкретном сообществе носителей жестового языка — причём жестовое имя в разных сообществах может варьировать. Оно используется только для обозначения отсутствующего лица, а не при личном обращении.
Жестовое имя часто связано с фамилией (жестовым именем Галины Зайцевой был жест «заяц») или с характерными элементами внешности (жестовое имя Бориса Ельцина — кулак, поворачивающийся около носа, имитирующий опьянение, а Владимира Путина — вытянутый нос «уточкой»), чертами характера, особенностями поведения, элементом биографии (место происхождения).

## Поэзия
На русском жестовом языке, как и на многих других, существует развитая поэтическая традиция. Роль рифмы в жестовых языках играют повторяющиеся конфигурации, а ритма — плавность и слитность движений. Кроме того, существует жанр жестовой песни — перевод слов песен на жестовый язык. На русский жестовый язык песни переводил театр «Синематографъ».

## История появления и изучения

### XIX век: Флери, Лаговский
В России первая сурдопедагогическая школа, работавшая по французской методике Шарля Мишеля де л’Эпе, открылась в 1806 году в Павловске, а в 1860 году такое учреждение было открыто в Москве, причём в нём преподавание велось по немецкой методике Самуэля Гейнике.
Первые исследования русского жестового языка глухих были сделаны в России директором Петербургского училища, педагогом Виктором Ивановичем Флери, его труды оказали огромное влияние на последующих исследователей. Главный труд Флери — книга «Глухонемые, рассматриваемые в отношении к способам образования, самым свойственным их природе» (1835) впервые анализирует жестовое общение глухих. Выделяя три разновидности жестовой речи, Флери считает, что в коллективе глухих складывается особая жестовая система, обладающая только ей присущими и отличными от словесного языка закономерностями. В этой системе «… существует великое разнообразие оттенков и чрезвычайно тонких изменений, коих на бумаге выразить невозможно». Большое место в книге отводится роли жестовой речи в обучении и воспитании глухого ребёнка, в частности, Флери призывает родителей глухих детей «охотно и старательно предаться употреблению сего первоначального языка, посредством которого ум молодого несчастливца может распускаться и расти». Автор создает первое лексическое и лексикографическое описание русского жестового языка, помещает в книге первый словарь русского жестового языка. В этот словарь он помещает жесты, собранные им «у глухонемых образованных и необразованных, постоянно употребляющих пантомиму». Ряд жестов, описанных Флери, не изменились или мало изменились.
Флери сопоставляет русские жесты и жесты, используемые в Парижском институте глухих, выявляя их сходство и различие, пытается описать особенности синтаксиса русского жестового языка и приводит много точных лингвистических описаний. Например, он рассказывает об основных способах выражения времени, приводит жесты, обозначающие настоящее, будущее и прошедшее время (два способа). Флери придаёт большое значение тому, что современные исследователи называют немануальной характеристикой жеста — он считает, что большую роль в выражении различных значений играет «искра взора», нахмуривание бровей, качание головы и так далее. В своей книге Флери также поднимает вопрос о жестовом переводе и выступает против механического перевода. Он пишет: «брать какую-нибудь письменную фразу и с трудом переводить её в письменное слово представляет только напрасные и лишние затруднения; но овладеть мыслью и преобразовать её».
В конце XIX века в Европе и в России стал преобладать устный метод обучения глухих, что вызвало вытеснение жестового языка звучащим. Некоторые историки считают, что это связано с общим развитием научной и философской мысли того времени — вера в науку и в эволюцию и мнение, что жестовый язык является примитивной, первичной формой общения, привели к тому, что основной целью обучения глухих стало обучение устной речи, как высшему достижению человеческой цивилизации. Известный сурдопедагог Николай Михайлович Лаговский пытается анализировать жестовый язык глухих, особенности его «естественной» и «искусственной» формы. Однако, в отличие от Флери, он считал, что жестовый язык не знает грамматических форм и правил. Правда, имея большой опыт работы с глухими детьми, он не может не признать, что жестовая речь могла бы быть полезна как вспомогательное воспитательное средство, но её трудно удержать «в дозволенных ей границах».

### Первая половина XX века: Выготский, Соколовский, Удаль
Важную роль в формировании взглядов и отношения к жестовому языку сыграли работы психолога и дефектолога Льва Семеновича Выготского. Хотя в начале своих исследований он считал, что жестовое общение несколько ограничено и не доходит до «абстрактных понятий», к началу 1930-х годов Выготский приходит к выводу, что жестовый язык — это сложная и своеобразная лингвистическая система, язык «очень богато развитый», «есть подлинная речь во всем богатстве её функционального значения». По мнению Выготского, это не только средство межличностного общения глухих («их язык»), но и «средство внутреннего мышления самого ребёнка».
Идеи Выготского были развиты в исследованиях Рахили Боскис и Натальи Морозовой, которые впервые в России попытались изучать жестовый язык экспериментально. В работе «О развитии мимической речи» (1939) сделан вывод, что у жестового языка существует своя грамматика, отличная от грамматики русского языка. С другой стороны, авторы ошибочно полагали, что глухие не могут владеть и жестовым, и словесным языками одновременно, а также — что по мере овладения словесным языком жестовый язык глухих превращается в калькирующую жестовую речь.
Известный сурдо-тифлопедагог И. А. Соколянский рассматривал жестовый язык как родной язык глухих людей и доказывал необходимость использования жестовой речи в обучении, особенно на начальном этапе обучения. По его мнению, глухие должны приравниваться к иностранцам, а их язык — рассматриваться как своеобразная, но типичная языковая система, которую нужно знать и изучать.
В октябре 1920 года на проходившем в типографии Арнольдо-Третьяковского училища с докладом «Наш „язык“ — мимика» выступил петербуржец А. Я. Удаль. Он утверждал наличие у глухих собственной культуры, а также привёл доказательства полноценности жестового языка по сравнению со звуковым: наличие правил, регионализмов и диалектов, а также постоянное развитие. Помимо этого, привёл описания нескольких лингвистических явлений, в частности, безэквивалентной лексики; рассуждал о создании систем записи и о международном языке жестов.

### Вторая половина XX века: Зайцева, Давиденко
Первые исследования русского жестового языка были сделаны Зайцевой Галиной Лазаревной, которая написала в 1969 году кандидатскую диссертацию «Жестовый язык глухих», а в 1992 году разработала стандарт для русского жестового языка. До 1991 года в образовании доминировал оралистский подход, и использование жестового языка на уроках было запрещено. В сентябре 1992 года была открыта Московская билингвистическая гимназия для глухих детей, где обучение впервые велось на русском жестовом языке, а в процессе обучения дети овладевали также британским жестовым языком.
В начале 1990-х годов Ульяновский фармацевтический колледж и МГТУ им. Баумана первыми в стране открыли ориентированные на глухих отделения.

### XXI век
Текущими исследованиями русского жестового языка занимаются
- Московский «Центр образования глухих и жестового языка»[34];
- Стэнфордский университет (США), проект «Russian Sign Language Project»[35];
- Амстердамский университет, проект Sign language grammar and typology[36].

Некоторые книги были переведены на русский жестовый язык. Например, организацией Свидетели Иеговы создано «Священное Писание — Перевод нового мира». Также много публикаций Свидетелей Иеговы было выпущено на РЖЯ, включая книги, брошюры, буклеты, фильмы и песни.
В России существует кинокомпания «Ковчег», которая снимает и распространяет фильмы, музыкальные клипы и другую видеопродукцию на русском жестовом языке.

### Сайты и компьютерные системы
- Международный видео-словарь SpreadTheSign, включающий русский жестовый язык
- Интерактивный видеословарь РЖЯ (по алфавиту и категориям), азбуки языков мира и многое другое в игровой форме на социальном портале «Город Жестов»
- Жестовые песни, видео, советы в сообществе ВКонтакте
- Видеословарь и азбука жестов на канале YouTube
- Русский жестовый язык. Базовый курс. Компьютерная обучающая система. — М.: Истина, 2001.
- Интерактивный видео-справочник по РЖЯ, справочник по дактильным языкам мира — «Сурдосервер»

### Учебники
- Зайцева Г. Л. Дактилология. Жестовая речь: Учеб. для студ. высш. учеб. заведений. — М.: Гуманит. изд. центр ВЛАДОС, 2000. — 192 с. — ISBN 5-691-00373-9.
- Гейльман И. Ф. Знакомьтесь: ручная речь. — М.: Загрей, 2001. скачать с сайта ВОГ (2.4 МБ)
- Игнатенко А. А. Сборник упражнений и текстов по жестовой речи. — СПб.: Загрей, 2000.
- Гейльман И. Ф. Ручная азбука и речевые жесты глухонемых. — М.: КОИЗ, 1957.
- Гейльман И. Ф. Специфические средства общения глухих. Дактилология и мимика. 4 т. — Л.: ЛВЦ ВОГ, 1975
- Фрадкина Р. Н. Говорящие руки. Тематический словарь жестового языка глухих России. — М.: Московская городская организация ВОГ, 2001.
- Димскис Л. С. Изучаем жестовый язык. — М.: Издательский центр «Академия»: учеб. пособие для студ. дефектол. фак. высш. пед. учеб. заведений, 2002. — ISBN 5-7695-0855-8.
- Введение в лингвистику жестовых языков. Русский жестовый язык : учебник / С. И. Буркова, О. А. Варинова, Д. А. Заварицкий [и др.]; под редакцией С. И. Бурковой, В. И. Киммельман. — Новосибирск: Издательство Новосибирского государственного технического университета, 2019. — 356 с. — ISBN 978-5-7782-4049-0.

### Книги и сборники
- За жестовый язык! Сборник статей. Сост.: А. А. Комарова, В. А. Палённый. — М., 2014. — 568 с. — ISBN 978-5-4240-0085-0
- Русский жестовый язык: Первая лингвистическая конференция. Сборник статей / Под ред. О. В. Фёдоровой. — М., 2012. — 144 с. Скачать с сайта Филологического факультета МГУ.
- Современные аспекты жестового языка. Сб. статей. Сост.: А. А. Комарова. — М., 2006. — 277 с. — ISBN 5-88949-057-5